# Kîrnasivka
Kîrnasivka (în ucraineană Кирнасівка) este o așezare de tip urban din raionul Tulcîn, regiunea Vinnița, Ucraina. În afara localității principale, nu cuprinde și alte sate.

## Demografie
Componența lingvistică a așezării de tip urban Kîrnasivka
     Ucraineană (98,63%)
     Rusă (1,19%)
     Alte limbi (0,18%)
Conform recensământului din 2001, majoritatea populației așezării de tip urban Kîrnasivka era vorbitoare de ucraineană (98,63%), existând în minoritate și vorbitori de rusă (1,19%).